# I'll Be Your Mirror: A Tribute to The Velvet Underground & Nico
I'll Be Your Mirror: A Tribute to The Velvet Underground & Nico è un album tributo a The Velvet Underground & Nico, primo album dei Velvet Underground con la partecipazione di Nico. L'album tributo è prodotto da Hal Willner e contiene cover dell'album originale dei Velvet, reinterpretate ciascuna da un diverso artista. Gli interpreti sono Michael Stipe, Matt Berninger, Sharon Van Etten con Angel Olsen, Andrew Bird, Lucius, Kurt Vile & The Violators, St. Vincent & Thomas Bartlett, Thurston Moore, Bobby Gillespie, King Princess, Courtney Barnett, Fontaines D.C., e Iggy Pop & Matt Sweeney.

## Tracce
Tutte le canzoni sono state scritte da Lou Reed, eccetto dove indicato:
1. Michael Stipe – Sunday Morning (testo: Lou Reed – musica: Lou Reed, John Cale)
2. Matt Berninger – I'm Waiting for the Man
3. Sharon Van Etten – Femme Fatale
4. Andrew Bird, Lucius – Venus in Furs (Lou Reed, John Cale)
5. Kurt Vile & the Violators – Run Run Run
6. Thomas Bartlett & St. Vincent – All Tomorrow's Parties
7. Bobby Gillespie & Thurston Moore – Heroin
8. King Princess – There She Goes Again
9. Courtney Barnett – I'll Be Your Mirror
10. Fontaines D.C. – The Black Angel's Death Song
11. Iggy Pop & Matt Sweeney – European Son (Lou Reed, John Cale, Sterling Morrison, Maureen Tucker)